# Mander
Mander (52° 27′ N, 6° 50′ L) é uma cidade dos Países Baixos, na província de Overijssel. Mander pertence ao município de Tubbergen, e está situada a 15 km, a nordeste de Almelo.
A área de Mander, que também inclui as partes periféricas da cidade, bem como a zona rural circundante, tem uma população estimada em 390 habitantes.